# Diócesis de Ahmedabad
La diócesis de Ahmedabad (en latín: Dioecesis Ahmedabadensis y en inglés: Roman Catholic Diocese of Ahmedabad) es una circunscripción eclesiástica de la Iglesia católica en India. Se trata de una diócesis latina, sufragánea de la arquidiócesis de Gandhinagar. Desde el 29 de enero de 2018 su obispo es Athanasius Rethna Swamy Swamiadian.

## Territorio y organización
La diócesis tiene 14 791 km² y extiende su jurisdicción sobre los fieles católicos de rito latino residentes en el estado de Guyarat en los distritos de: Ahmedabad, Anand y Kheda.
La sede de la diócesis se encuentra en la ciudad de Ahmedabad, en donde se halla la Catedral de Nuestra Señora del Carmen.
En 2020 en la diócesis existían 45 parroquias.

## Historia
La misión sui iuris de Ahmedabad fue establecida de facto en 1934, tomando su territorio de la arquidiócesis de Bombay.
La misión sui iuris fue elevada a diócesis el 5 de mayo de 1949 con la bula Bombayensis Archidioecesis del papa Pío XII. Originalmente era sufragánea de la arquidiócesis de Bombay.
El 26 de febrero de 1977 cedió una parte de su territorio para la erección de la eparquía de Rajkot por el papa Pablo VI mediante la bula De recta fidelium.
El 11 de octubre de 2002 cedió otra porción de territorio para la erección de la arquidiócesis de Gandhinagar mediante la bula Dilecta in Indiae del papa Juan Pablo II. de la que simultáneamente se convirtió en sufragánea.

## Estadísticas
Según el Anuario Pontificio 2021 la diócesis tenía a fines de 2020 un total de 72 500 fieles bautizados.
| Año                                                                             | Población            | Población  | Población      | Sacerdotes | Sacerdotes    | Sacerdotes    | Bautizados por sacerdote | Diáconos permanentes | Religiosos | Religiosos | Parroquias |
| Año                                                                             | Bautizados católicos | Total      | % de católicos | Total      | Clero secular | Clero regular | Bautizados por sacerdote | Diáconos permanentes | Varones    | Mujeres    | Parroquias |
| ------------------------------------------------------------------------------- | -------------------- | ---------- | -------------- | ---------- | ------------- | ------------- | ------------------------ | -------------------- | ---------- | ---------- | ---------- |
| 1950                                                                            | 29 764               | 9 654 212  | 0.3            | 38         |               | 38            | 783                      |                      | 51         | 40         | 12         |
| 1959                                                                            | 37 927               | 11 172 070 | 0.3            | 59         |               | 59            | 642                      |                      | 80         | 137        | 19         |
| 1970                                                                            | 46 541               | 14 221 918 | 0.3            | 84         | 8             | 76            | 554                      |                      | 133        | 240        | 16         |
| 1980                                                                            | 57 000               | 11 600 000 | 0.5            | 92         | 13            | 79            | 619                      |                      | 160        | 217        | 24         |
| 1990                                                                            | 70 042               | 15 440 907 | 0.5            | 139        | 34            | 105           | 503                      |                      | 188        | 364        | 39         |
| 1999                                                                            | 76 000               | 15 563 175 | 0.5            | 181        | 72            | 109           | 419                      |                      | 154        | 420        | 49         |
| 2000                                                                            | 76 000               | 15 600 000 | 0.5            | 187        | 76            | 111           | 406                      |                      | 151        | 416        | 49         |
| 2001                                                                            | 76 000               | 15 600 000 | 0.5            | 189        | 78            | 111           | 402                      |                      | 151        | 416        | 49         |
| 2002                                                                            | 62 000               | 8 292 709  | 0.7            | 131        | 51            | 80            | 473                      |                      | 134        | 324        | 39         |
| 2003                                                                            | 64 815               | 9 750 454  | 0.7            | 145        | 65            | 80            | 447                      |                      | 122        | 342        | 37         |
| 2004                                                                            | 64 925               | 9 750 454  | 0.7            | 144        | 64            | 80            | 450                      |                      | 117        | 343        | 38         |
| 2006                                                                            | 66 038               | 9 902 358  | 0.7            | 147        | 68            | 79            | 449                      |                      | 119        | 333        | 39         |
| 2012                                                                            | 70 038               | 10 143 092 | 0.7            | 167        | 77            | 90            | 419                      |                      | 131        | 374        | 42         |
| 2015                                                                            | 70 269               | 10 143 092 | 0.7            | 164        | 74            | 90            | 428                      |                      | 130        | 325        | 45         |
| 2018                                                                            | 70 934               | 10 156 918 | 0.7            | 154        | 76            | 78            | 460                      |                      | 118        | 369        | 45         |
| 2020                                                                            | 72 500               | 10 382 500 | 0.7            | 157        | 82            | 75            | 461                      |                      | 119        | 367        | 45         |
| Fuente: Catholic-Hierarchy, que a su vez toma los datos del Anuario Pontificio. |                      |            |                |            |               |               |                          |                      |            |            |            |

## Episcopologio
- Joaquín Vilallonga y Bernia, S.I. † (1934-1949 renunció)
- Edwin Pinto, S.I. † (5 de mayo de 1949-4 de agosto de 1973 renunció)
- Charles Gomes, S.I. † (1 de julio de 1974-21 de mayo de 1990 retirado)
- Stanislaus Fernandes, S.I. (21 de mayo de 1990-11 de noviembre de 2002 nombrado arzobispo de Gandhinagar)
- Thomas Ignatius Macwan (11 de noviembre de 2002-12 de junio de 2015 nombrado arzobispo de Gandhinagar)
  - Sede vacante (2015-2018)
- Athanasius Rethna Swamy Swamiadian, desde el 29 de enero de 2018